# (28888) Agrusa
(28888) Agrusa es un asteroide perteneciente al cinturón de asteroides, descubierto el 25 de mayo de 2000 por el equipo del Lowell Observatory Near-Earth-Object Search desde la Estación Anderson Mesa (condado de Coconino, cerca de Flagstaff, Arizona, Estados Unidos).

## Designación y nombre
Designado provisionalmente como 2000 KS60. Fue nombrado por Harrison Agrusa (nacido en 1995) quien es es un astrónomo estadounidense. Obtuvo su doctorado en la Universidad de Maryland en 2022 y contribuyó significativamente a la modelización del asteroide binario (65803) Dídimo para la misión DART de la NASA, incluida la interpretación del resultado del impacto y el estado del objetivo posterior al impacto.

## Características orbitales
Agrusa está situado a una distancia media del Sol de 2,570 ua, pudiendo alejarse hasta 2,889 ua y acercarse hasta 2,250 ua. Su excentricidad es 0,124 y la inclinación orbital 5,979 grados. Emplea 1504,51 días en completar una órbita alrededor del Sol.

## Características físicas
La magnitud absoluta de Agrusa es 14,67. Tiene 3,953 km de diámetro y su albedo se estima en 0,179.